# Урк (канал)
Урк (фр. canal de l'Ourcq) — судоходный канал, пересекающий восточную часть Парижа. Соединяет реку Урк с Сеной в центре столицы. Длина 96,6 км.
Первоначально устроен для частичного снабжения Парижа питьевой водой, ныне используется только для судоходства.
Канал Урк соединяется с каналом Сен-Дени, уходящим на север, и каналом Сен-Мартен, уходящим в южном направлении и впадающим в Сену.

## История
Идея проведения канала была разработана ещё в начале XVI века Леонардо да Винчи по приказу короля Франциска I.
Однако прорыт он был при Наполеоне в 1802—1805 годах под руководством инженера Пьера Симона Жирара. В 1831—1846 годах он написал мемуары о строительстве канала.